# Швајндорф
Швајндорф (њем. Schweindorf) општина је у њемачкој савезној држави Доња Саксонија. Једно је од 19 општинских средишта округа Витмунд. Према процјени из 2010. у општини је живјело 695 становника. Посједује регионалну шифру (AGS) 3462013.

## Географски и демографски подаци
Швајндорф се налази у савезној држави Доња Саксонија у округу Витмунд. Општина се налази на надморској висини од 5 метара. Површина општине износи 5,4 km². У самом мјесту је, према процјени из 2010. године, живјело 695 становника. Просјечна густина становништва износи 128 становника/km².